# Proacidalia bessa
Proacidalia bessa är en fjärilsart som beskrevs av Hans Fruhstorfer 1907. Proacidalia bessa ingår i släktet Proacidalia och familjen praktfjärilar. Inga underarter finns listade i Catalogue of Life.